# グラード (単位)

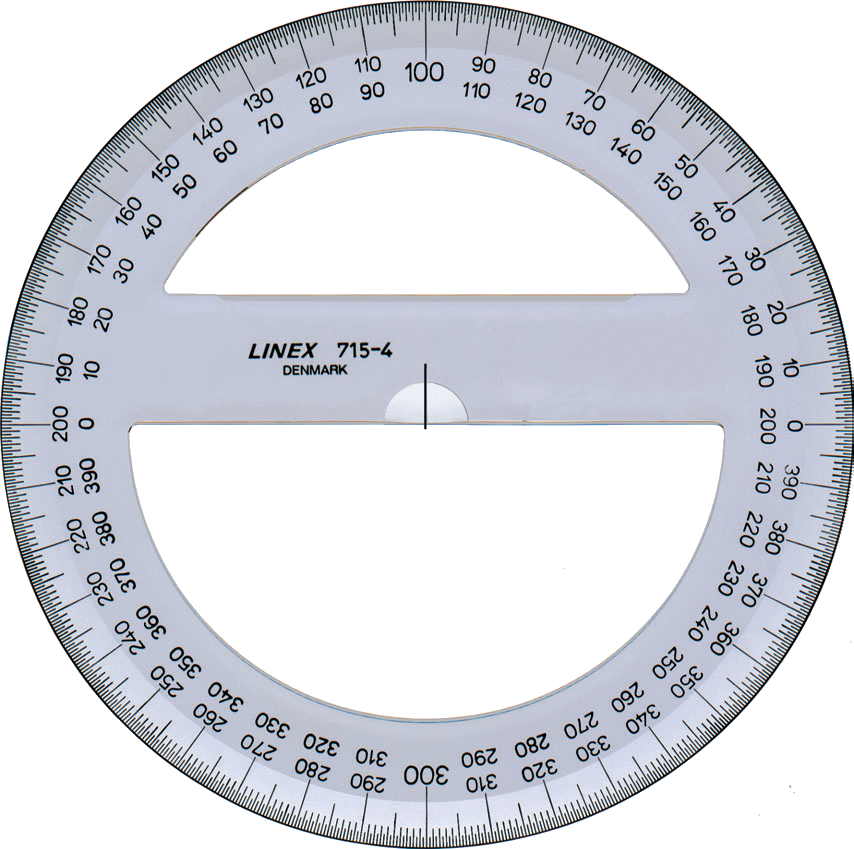
グラード表記の分度器

グラード (grade) は角度の単位である。
18世紀末フランス革命後のフランスでメートル法と共に、角度も十進法の体系にしようとして導入が試みられたが、普及しなかった。
英語ではゴン(gon)という。他に、グレード(grade)、グラディアン(gradian)という呼称もある。本項では「グラード」で統一して説明する。
1グラードは直角（90度）の100分の1である。すなわち、1回転（360度）は400グラードとなる。グラードの倍数単位には、グラードの100分の1のセンチグラード(cg)と、センチグラードの100分の1のセンチセンチグラード(cc)がある。
- 1g = 100cg = 0.9度 = 54′ = 3240″ = π/200 rad
- 1cg = 100cc = 0.009度 = 32.40″
- 1cc = 0.00009度 = 0.3240″

英語では、gradまたはgradeという単位がすでに存在したため、それとの混同を避けるためにgonという名称が採用された。ドイツでは、「新しい度」という意味のNeugradとも呼ばれる。イタリア語では、通常の10進体系をグラード(ただし綴りはgrado)と呼ぶため、言い分ける場合は10進体系を grado decimale、角度の単位を grado centesimale(表記はgonまたはg) としている。
利点としては、各象限に十進法で切りの良い100グラードが割り当てられて居るため、四象限の認識が明確かつ簡単になる事である。例えばある人が117グラードの方向（北を基準にして）に向かっているとしたとき、左に曲がると17グラードに、右に曲がると217グラードに、反対の方向に向かうと317グラードにというように、百の位を変えるだけですぐに求めることができる。
他方、400は360に比べて約数が少なく、3でも割り切れない為、数学的に意味深い30度や60度をグラードで表す場合は分数もしくは小数(循環小数)を用いねばならない点は欠点である。
グラードはわずかな国で、土地の測量のような限られた分野でのみしか採用されなかった。フランスの砲兵隊は何十年にもわたってグラードを使い続けた。フランスの地形図ではパリ基点の経度表示のために現在も使用されている。スイスやベルギーでも一部分野で度やミルと併記されている。一般には、グラードの代わりに、古くから使われていた度や、数学の分野で便利なラジアンがよく使われている。多くの関数電卓は三角関数を解くために角度の単位にラジアンや度とともにグラードも搭載している。